# Zoophagus tylopagus
Zoophagus tylopagus är en svampart som beskrevs av Xing Y. Liu & K.Q. Zhang 1998. Zoophagus tylopagus ingår i släktet Zoophagus och familjen Zoopagaceae.   Inga underarter finns listade i Catalogue of Life.